# Wala de Corbie
Wala, a veces llamado en italiano solo Vala. Fue un abad francés de que profesaba la regla de san Benito.
Probablemente fue tío de la santa Ida de Herzfeld a  través de su hermana Theodrada de Soissons, quien se menciona como la madre de la santa.

## Biografía
Nació en el 755 en Francia proveniente de una familia noble: era hijo del conde Bernardo (el hijo de Carlos Martel) es decir era nieto de Martel y primo de Carlomagno.
Fue consejero y ministro del emperador Carlomagno y posteriormente  de Ludovico Pío. En el año 816 se hizo monje benedictino en la comuna de Corbie en Francia, convirtiéndose en abad en el 826. En el año  824 fue él quien presionó a Ludovico para que el papa Eugenio II sucediera al papa Pascual I.
Fue a principios del año 826, a la edad de 61 años, tras morir su hermano, que lo reemplaza y asume como abad de Corbie. Líder de la oposición al emperador Ludovico Pío, participa en las luchas políticas que conducen a la deposición del emperador (830). Se restaura rápidamente y Wala debe exiliarse nuevamente. En 836 siguió a Lotario I hasta Italia y se le confió el monasterio de Bobbio, donde murió poco después de su llegada el 31 de agosto.